# Inclusa
Inclusa är ett berg i Spanien.   Det ligger i provinsen Província de Tarragona och regionen Katalonien, i den östra delen av landet, 400 km öster om huvudstaden Madrid. Toppen på Inclusa är 627 meter över havet.
Terrängen runt Inclusa är huvudsakligen kuperad. Runt Inclusa är det ganska tätbefolkat, med 86 invånare per kvadratkilometer. Närmaste större samhälle är Tortosa, 8,7 km sydväst om Inclusa. 